# 가람 (불교)

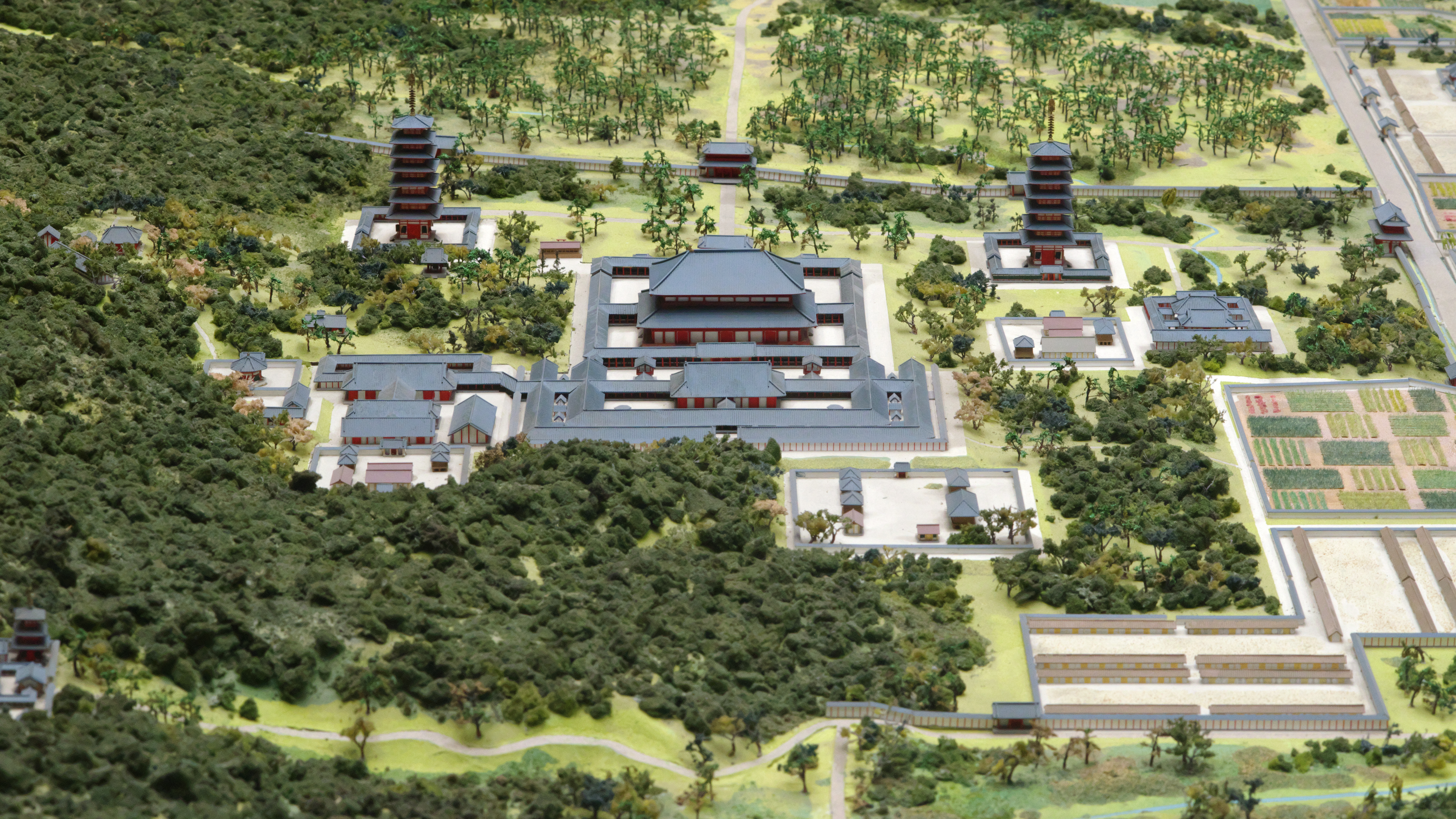
나라시 도다이지의 가람 배치.

가람(伽藍, 산스크리트어: सँघर 상가라마)은 승려들이 모여 수행하는 청정한 장소이다. 후에 사찰을 의미하게 되었다. 산스크리트어 단어인 상가라마의 음차로, '승가람마' 혹은 '승가람'을 줄여서 '가람'이라고 하였다. 중국에서는 '중원', '승원' 등으로 번역된 예가 있는데, 통상 '가람'으로 불린다.

## 가람 배치
가람 배치(伽藍配置)는 불교건축에서 그 전체의 성격을 결정짓는 배치 방식으로서 매우 중요하다. 탑·금당(金堂)·회랑(廻廊)·중문(中門)·종루(鍾樓)·경장(經藏)·승방(僧房) 등, 가람에는 반드시 있어야만 될 건축을 칠당(七堂)이라 하고, 그 밖에 식당·욕실원(俗室院)·창원원(倉垣院)·천원(賤院)·원원(苑院)·화원원(花苑院)이 있으며, 이 주위에 축지(築地)를 둘러 사방에 문을 다는 것을 원칙으로 한다.

## 인도의 사례
인도에서는 예배 대상을 모시는 불탑과 승려가 거주하는 승방과는 그 발생 기원을 달리하는데, 후에 승원이 불탑을 수용하였다. 후기 승원에서는 예배 대상(탑 또는 불상)을 안치한 사당 외에 중앙 안뜰을 둘러싸고 방실을 갖는 방형 정사(비하라)가 유행했다. 정사의 부대시설로 회당·식당·부엌·저장실·변소 등이 있다. 수도승의 단체생활에 필요한 시설을 정비함과 동시에 개인의 사생활을 보호하고 명상에 적합하도록 정비되었다.

## 중국의 가람
중국에서 불교 사찰의 가람에 대해 알려진 가장 오래된 예는 삼국지 중 오지(吳志)에 후한시대 말에 취융이 서주에 세웠다고 기록되어 있는 부도사이다. 부도사는 금빛 불상을 모시고 상륜에 9층 동반을 드리운 이중 누각을 중심으로 2층 회랑을 둘러 3천 명을 수용할 수 있었다고 한다. 이 누각은 후세의 불전과 탑 양쪽의 기능을 겸비하고 있었다.
초기 가람은 부처를 공양하는 건물을 중심으로 구성되었으나, 사리 신앙이 활발해지면서 부처를 모시는 불탑과 부처를 모시는 불전이 분리되어 부처 중심의 가람배치에서 점차 불전을 중심으로 하는 가람으로 변화한 것으로 여겨진다.
더욱이 남북조시대에는 귀족들이 주택을 희사하면서 그대로 사찰로 변한 경우가 많이 나타났다. 이곳에서는 불전과 강당이 앞뒤로 배치되어 불탑을 배치하지 않는 형태의 가람이 많았다. 또한 중국에서는 위와 같은 중국적 사찰 건축뿐만 아니라 인도의 형태를 본뜬 석굴 사원도 만들어졌다.운강·둔황·용문 등의 유구가 있다.

## 한국의 가람
삼국시대의 삼국은 각각 그 나름의 특징 있는 양식이나 기법을 가졌는데, 특히 백제의 불교 건축과 건축술이 발달했던 것으로 알려져 있다. 

### 고구려
고구려는 소수림왕 2년(372)에 불교를 수용했다.그로부터 3년 뒤에 전진에서 온 순도의 초문사와 동진에서 온 아도의 이불란사가 세워졌다.
고구려의 대표적인 가람배치는 일탑중심동서북금당식(一塔中心東西北金堂式), 1탑 3금당 배치이다. 한국의 사찰은 초기에 대개 이러한 형식을 따랐으리라 추측되는데, 평양 동쪽의 청암리사지(淸岩里寺址)가 좋은 본보기이다. 한 개의 석탑을 중심으로 동서북 3면에 전지(殿址)가 있는 배치로서, 이러한 형식은 백제가람 중 군수리사지(軍守里寺址)에서도 볼 수 있고, 일본에까지 파급(波及)된 흔적이 보인다.

### 백제
백제는 침류왕 원년(384)에 불교를 수용했다. 백제 최초의 사찰은 마라난타가 한산(漢山)에 세웠다고 《해동고승전》에 의해 전해진다. 그 다음에는 웅진 시기에 성왕 5년(527) 대통사가 건립되었다. 사비시기에도 사찰 건립이 더욱 성행하여 현재 사비 근처에서 발굴된 30여개소의 사지에서 백제 가람의 구조를 알 수 있다. 그들 중 대표적인 유구(遺構)로 백제 유지에 남아 있는 사지(寺址)로서는 부여 군수리 사지, 가탑리(佳塔里)·동남리의 사지 및 정림사지, 은산면 금공리(恩産面 琴公里)의 금강사지(金剛寺址), 적성면 현북리(積城面 懸北里)의 사지와 익산군의 미륵사지가 있다. 현재까지 발견된 백제 사지는 대부분 평지가람이며, 1탑1금당식 배치를 가진다. 
일본의 칠당가람 역시 백제에서 기원한 것으로 보기도 하는데, 후대에 만들어진 사찰이나 백제의 고토(古土)이던 남원(南原)지방의 문복사지(文福寺址)의 배치가 그 근거로 제시된다.
일본 등 외국에 적극적으로 건축 시술을 제공한 나라도 백제였다. 신라의 황룡사 9층 목탑은 백제 사람인 아비지(阿比知)에 의해 축조되었고, 원시적인 수준에 머물러 있던 일본 건축도 백제의 도움을 받아 개화되었다. 뿐만 아니라 고구려에도 상당한 영향을 끼친 흔적이 엿보인다. 백제는 특히 목조건축에 뛰어난 것으로 알려지고 있는데 지금 남아 있는 건축물은 하나도 없고, 단지 석조물 약간이 있어 그 발달한 건축 기법과 양식의 잔형(殘形)을 보여주고 있을 뿐이다. 오히려 백제인들이 조영(造營)한 일본에 있는 건축물을 통하여 백제 가람의 모습을 상기할 수 있는데 시텐노지(四天王寺)나 호류지(法隆寺)의 예가 바로 그것이다. 특히 호류지 5층 목탑은 백제 건축미의 일단을 대변하는 것이다.

### 신라

황룡사의 가람배치

삼국시대의 신라는 주로 일탑식(一塔式) 가람을 두었다. 남에서부터 중문(中門), 탑, 금당, 강당(講堂)이 남북선상에 서고, 구당과 중문을 연결하여 동서로 회랑을 돌려 내정에 금당과 구당을 두는 구조이다.
통일신라의 경우 쌍탑가람식(二－堂雙塔式) 가람이 발생했다. 이는 당대(唐代) 이후 교리(敎理)의 변천에 따라 생긴 것으로 추정되는데, 삼국시대에 유행한 평지가람제(平地伽藍制)와 통일신라시대 이후에 나타난 산지가람제(山地伽藍制)가 한 원인이 되어 탑파형식에 많은 변화를 가져왔다. 평지가람제는 단탑형식이 산지가람제에는 쌍탑형식이 원칙적으로 이용되고 있으며 단탑가람식에는 대체로 5층 이상의 탑파가 경영되고 쌍탑가람식에는 흔히 3층탑이 경영되었다. 삼국시대에는 이 원칙이 잘 준수되어 목조탑에서 석조탑으로 이행하는 과정에서도 5층 이상의 석탑이 그 구성적인 의미를 잃지 않았다. 쌍탑가람제가 유행한 통일신라시대에 접어들면서 탑은 구축성을 잃고 소형(小型)이 되며 조각적이거나 공예적인 의미가 더 강하게 작용한다. 신라탑파로서의 특색이 비로소 나타나는 것으로 여겨진다.

## 일본의 가람

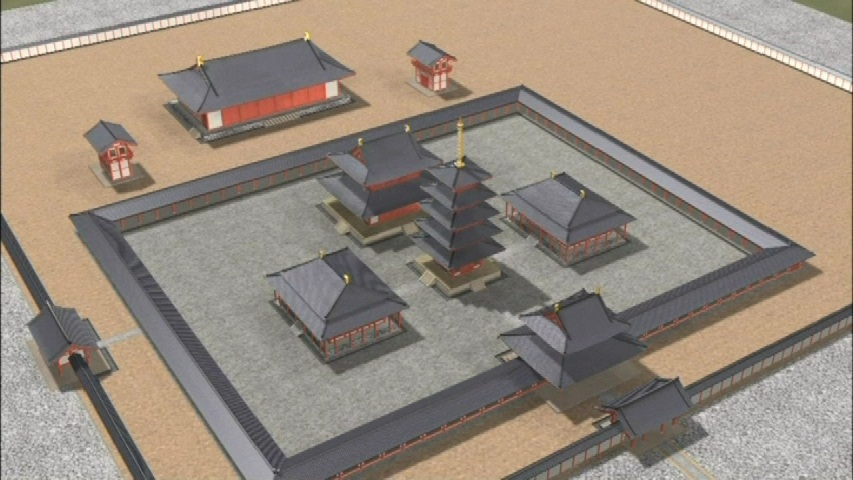
아스카데라 창건 당시의 가람

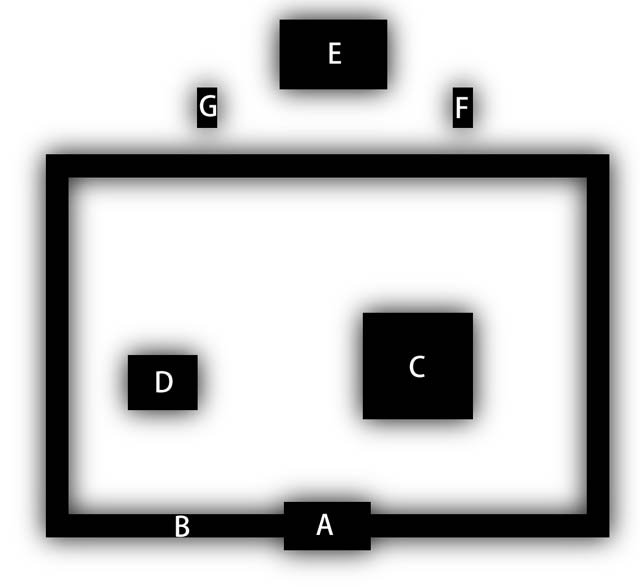
호류지 가람배치
A: 중문 B:회랑 C:금당 D:탑 E:강당 F:경장 G:종루

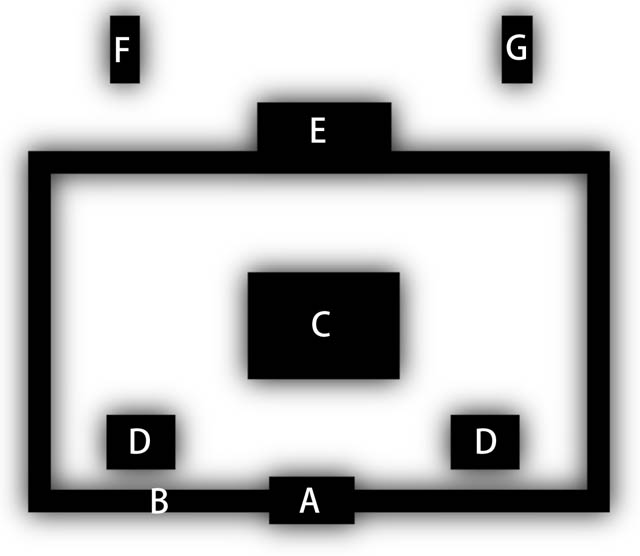
야쿠시지의 가람배치
A: 중문 B:회랑 C:금당 D:탑 E:강당 F:종루 G:경장

가람을 구성하는 주요 건물로 속세간과의 경계를 나타내는 산문, 본존을 모시는 본당, 불탑, 배움터인 강당, 식당, 종루 등이 있다. 이들 요소의 명칭과 배치나 수는 종파, 시대에 따라 다르지만, 옛날에는 가마쿠라 시대 『쇼토쿠태자전고금목록초』에서 금당, 탑, 강당, 종루, 경장, 승방, 식당 등 7개가 있는 것이 가람이라 하였고 이를 칠당가람이라 부른다. 또한 후에 선종에서는 불전(金堂), 삼문(山門), 승당(僧堂), 고원(古院) 혹은 고안(古安), 법당(法堂), 욕실, 동사(東司)로 구성되는데, 선종 이외도 포함하여 종파나 시대에 따라 제각각이다. 실제로는 단순히 많은 건축물을 거느린 대사원을 칠당가람이라 부르는 경우도 있다.
일본에 불교가 전해지던 6세기 전반에는 본격적인 사찰은 없고 궁궐이나 저택 안에 소규모 불당이 세워졌을 것으로 추정된다. 『일본서기』에 따르면 스슌 천황 1년(588년)에 백제에서 사공이나 조반박사, 기와박사 등이 와서 최초의 본격적인 가람, 법흥사(아스카데라)를 착공했다고 전한다.아스카데라의 발굴조사 결과에 따르면 회랑으로 둘러싸인 구획 중앙에 불탑이 세워져 이를 중금당·동금당·서금당의 삼금당으로 둘러싼 가람배치로 고구려의 형식을 답습하고 있어 중국의 삼합원 배치에서 기원한 것으로 여겨진다.
7세기 초에 발원한 오사카의 사천왕사나 나라의 호류지의 옛 가람(와카쿠사 가람)의 가람 배치는 중축선(中軸線)상에 중문·탑·금당·강당을 남에서 북으로 일직선으로 늘어놓는 것으로 회랑은 중문 좌우에서 나와 강당 사이를 연결해 탑과 금당을 둘러싸고 있다. 이를 시텐노지식 가람배치라 부르며 삼국시대의 백제 사찰에서 찾아볼 수 있는 형식이다. 아스카 시대에 착공된 사찰은 도카이 지방에서 산요 지방에 걸쳐 40여 개가 있는데, 그 중 대다수는 나라, 오사카, 교토에 있어 일본의 본격적인 가람 중 최초의 것으로 여겨진다.

## 참고 문헌
- 이 문서에는 다음커뮤니케이션(현 카카오)에서 GFDL 또는 CC-SA 라이선스로 배포한 글로벌 세계대백과사전의 내용을 기초로 작성된 글이 포함되어 있습니다.